# 西村由紀江の日曜はピアノ気分
『西村由紀江の日曜はピアノ気分』（にしむらゆきえのにちようはピアノきぶん）は、1988年4月3日から1998年3月29日まで読売テレビで放送されていた音楽番組である。関西電力の一社提供。
ピアニスト・西村由紀江の初のレギュラー番組で、西村の曲「素敵にモーニング」をテーマ曲に使用していた。

## 放送時間
いずれも日本標準時。
- 日曜 11:00 - 11:30 （1988年4月 - 1996年3月）
- 日曜 10:55 - 11:25 （1996年4月 - 1998年3月29日）

## 出演者
- 西村由紀江
- ケント・デリカット
- 宮川泰
- 円広志 - のちに原田伸郎と交代。
- 新野新

## スタッフ
- 構成：宇野 宇、湯川真理子
- 音楽：宮川泰、林秀茂
- TD・SW：坂口拓磨
- CAM：林晃吉
- VE：高添優
- 音声：前田義信
- 照明：柿本幸一
- 編集：松井信博
- MA：車谷隆史
- 音効：中村康治
- 美術：延澤良一
- タイトルデザイン：増井祥雄
- TK：吉田和子
- 制作スタッフ：伊藤まゆみ
- ディレクター：池田徹
- プロデューサー・演出：八田隆
- チーフプロデューサー：喜多村健二、西脇和之
- 制作協力：読売テレビエンタープライズ
- 制作著作：よみうりテレビ